# Йоганн фон Дрейзе
Йога́нн-Ні́колаус фон Дре́йзе (нім. Johann Nicolaus von Dreyse)  (* 20 листопада 1787 — † 9 грудня 1867)— німецький зброяр, інженер, винахідник ковзного затвора, системи голчастої вогнепальної зброї та першого унітарного патрона.

## Винаходи
У 1836 році запропонував прусському уряду нарізну гвинтівку, яка заряджалася з казенника. Після випробування гвинтівку Дрейзе було прийнято для озброєння піхоти під назвою «легка капсульна гвинтівка зразка 1841». До винаходу Дрейзе гвинтівки, які стояли на озброєнні армії Пруссії, заряджалися з дула, потребували багатьох дій для перезаряджання, тому не мали швидкого темпу стрільби.
Для заряджання з казенної частини гвинтівки Дрейзе влаштував особливий механізм, званий затвором. Затвор був влаштований так, що рухався по осі ствола в особливій циліндричній коробці, пригвинченій до його казенного зрізу, взад і вперед і в останньому положенні замикав ствол під час пострілу. Він був названий ковзним.
Крім того, для прискорення заряджання пороховий заряд, кулю і капсуль Дрейзе помістив разом у паперовій оболонці (гільзі), застосувавши вперше так званий унітарний патрон, при якому заряджання зводилося тільки до вкладання патрона в казенну частину ствола при відкритому затворі. Патрон Дрейзе складався з свинцевої кулі яйцеподібної форми, вкладеної у виїмку папкового циліндра (шпігеля), в протилежну сторону був впресований коржик ударної суміші; шпігель з кулею містився в передньому кінці паперової гільзи, в яку спочатку всипався порох. Для здійснення пострілу всередині затвора гвинтівки містилося особливе пристосування, зване ударником, з тонкою і довгою голкою, яке в момент пострілу силою стиснутої спіральної пружини швидко рухалося вперед всередині затвора, при чому голка проколювала патрон і своїм кінцем запалювала ударну суміш.
Вади голчастих гвинтівок:
- тонка голка часто ламалася
- порох у паперовій гільзі часто сирів
- необхідність обтюратора

Усі вади надалі було ліквідовано при використанні для стрільби металевими патронами.
Успіх гвинтівки Дрейзе в бойових діях змусив європейські держави швидко переходити на зброю, яка заряджалася з казенника. Дрейзе зі своєю зброєю розпочав нову еру в світі вогнепальної зброї.